# 7656 Джомонтані
7656 Джомонтані (7656 Joemontani) — астероїд головного поясу, відкритий 24 квітня 1992 року.
Тіссеранів параметр щодо Юпітера — 3,209.